# Spaelotis nigriceps
Spaelotis nigriceps är en fjärilsart som beskrevs av Walker 1865. Spaelotis nigriceps ingår i släktet Spaelotis och familjen nattflyn. Inga underarter finns listade i Catalogue of Life.